# Hidroterapia
La hidroterapia es la utilización del agua como agente terapéutico, en cualquier forma, estado o temperatura. El término procede del griego Hydro (ύδρο-,agua, griego antiguo ὕδωρ, hýdor) y Therapia (θεραπία, curación). Es una disciplina que se engloba dentro de la naturopatía, talasoterapia, balneoterapia, fisioterapia y medicina (hidrología médica) y se define como el arte y la ciencia de la prevención y el tratamiento de enfermedades y lesiones por medio del agua.
En sus distintas posibilidades (piscinas, chorros, baños, vahos...) la hidroterapia se emplea como herramienta para el tratamiento de diversos cuadros patológicos como pueden ser traumatismos, enfermedades reumáticas, enfermedades digestivas, respiratorias o neurológicas.

## Concepto de hidroterapia
Por definición, debemos entender que la hidroterapia es "la ciencia de los procedimientos capaces de modificar el estado del organismo y que emplea el agua como intermediario directo". Su aplicación está sometida a indicaciones precisas, ya que al igual que puede tener resultados con efectos muy saludables, puede ser nociva o peligrosa en algún punto si no se trata con cuidado y no se tiene el conocimiento para aplicarla. También se define como un "sistema de curación natural", el cual el agua es utilizada para tratar, prevenir, o curar cualquier problema de salud o lesiones.

## Historia
La hidroterapia es tan antigua como el hombre y le daban los mismos usos que le damos en la actualidad. Arranca desde el periodo mitológico de los griegos quienes utilizaban el agua para sanar y la consideraban "aguas salutíferas, con las cuales se aplicaban baños para la eliminación de impurezas de orden espiritual y físico".

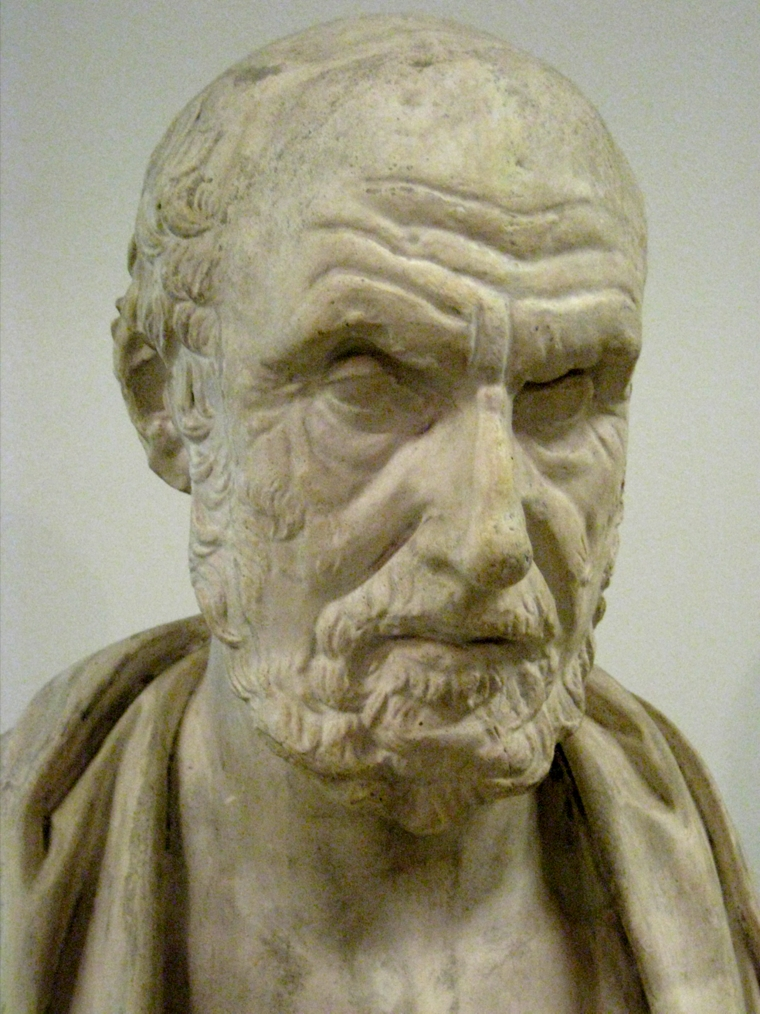
Hipócrates

El uso del agua fría, como medio higiénico y curativo, ha sido común a lo largo de la historia. Los espartanos bañaban a sus hijos de recién nacidos en agua fría y era tanto el aprecio que hacían de dicho medio, que con el objeto de dar tono y vigor al cuerpo se bañaban en todas las estaciones del frío en el Eurotas. Píndaro dice en una de sus odas olímpicas que la mejor cosa es el agua y después, el oro.
Pitágoras recomendaba mucho a sus discípulos el uso de los baños fríos para fortificar el cuerpo y el talento. El anciano de Coos, el gran Hipócrates o sea el padre de la medicina, que añadió las frotaciones en el baño frío, estaba acostumbrado a usar del referido agente en la curación de las enfermedades más graves y fue el primero que con su genio profundo y observador notó que el uso del agua caliente enfriaba, mientras la fría calentaba. Los macedonios creían que el agua caliente era muy enervante y así es que prescribían a sus mujeres se lavasen con agua fría después de paridas.
Virgilio llama a los antiguos habitantes de Italia raza de hombres endurecidos y austeros, que sumergen a sus criaturas acabadas de nacer en los ríos y los acostumbran al agua fría lo que nos indica cuáles eran las costumbres de aquel pueblo. Celso, llamado el Cicerón de los médicos, usaba el agua para curar el dolor de cabeza y estómago. Galeno en el siglo II recomendaba los baños fríos, tanto a los que gozaban de salud como a los que estaban padeciendo ataques febriles.
Carlomagno, sabedor de la salubridad de los mismos baños animaba a todos los de su imperio al uso de ellos e introdujo en la corte por vía de diversión la costumbre de nadar. Michele Savonarola, médico italiano en 1462 recomendaba el agua para la oftalmía y las hemorragias por creerla uno de los remedios más eficaces.
Vander Heyden, doctor de Gante, manifiesta que en 1624 curó a muchos centenares de personas atacadas de disentería, cuya enfermedad era entonces epidémica y para lo cual tan solo usó el agua fría. Short, doctor inglés, refiere en 1650 que había curado con agua fría la hidropesía y las mordeduras de perros rabiosos.
El doctor Floyer publicó en 1702 Psychrlousie (Instrucciones sobre el uso de los baños fríos). El doctor Hancoek, en 1722, dio al público un tratado antifebril sobre el uso del agua fría de la que se hicieron en solo un año siete ediciones. Currié publicó en 1707 una honra sobre la eficacia del agua, la cual puede considerarse como la base científica de la Hidropatía o Hidroterapia. Tissot, en sus Consejos al pueblo, publicados en París en 1770, demueslra la importancia del agua fría.
Hahn, que nació en Silesia en 1714, escribió acerca de las curas con el agua una excelente obra que se reimprimió. Samuel Hahnemann, padre de la homeopatía, en una obra impresa en Leipzig en 1784, recomienda el agua fría, sin la cual dice que las úlceras muy atrasadas no se pueden curar y agrega que si existe algún remedio, es el agua.
Similares tratamientos utilizaba el célebre cura Sebastian Kneipp, párroco de Wörishofen (Baviera) el cual se proponía resolver las sustancias morbosas, eliminarlas del cuerpo humano y fortalecer el organismo por medio de las efusiones de agua fría añadiendo a veces vegetales, sobre todo, flores de heno, de cola de caballo y de paja de avena.

## Beneficios
- Alivio y relajación muscular. También atenúa el dolor de espalda, articulaciones.

- Disminución del dolor general debido a la calidez y presión que ejerce los diferentes chorros de agua sobre las zonas del cuerpo.

- La gravedad es contrarrestada por la flotabilidad, facilitando el movimiento y así, la ejercitación.
- Aumento muscular, incremento de la fuerza y la resistencia debido a la mayor resistencia en el agua.

- Disminuye la inflamación, debido a la presión hidrostática.

- Mejora el equilibrio y la estabilidad.

- Disfrute y confianza para moverse mejor.

- Combate el insomnio y el estrés, ayuda efectivamente al sueño natural, relajando el cuerpo y descansando, permitiendo un sueño más profundo y reparador.

- La acción del calor acompañado de un masaje con chorros de agua y aire ayuda al flujo sanguíneo a circular con más facilidad aliviando cefaleas tensionales, el dolor de las zonas del cuello, hombro, lumbares...

- El calor húmedo asociado a la hidroterapia es a menudo beneficioso para aquellos que padecen enfermedades respiratorias como la bronquitis, congestiones, asma.

Los tratamientos de hidroterapia se pueden aplicar a través de:
- Baños. Los baños pueden ser totales o parciales y la temperatura de los mismos varía según el tipo de aplicación que se quiera dar. Se distinguen las siguientes técnicas.
  - Baños simples: se realizan en la bañera o tanque y tienen como finalidad la relajación del paciente. Pueden ser fríos o calientes.
  - Baños parciales: se aplican sobre una parte concreta del cuerpo.
  - Baños de vapor: se utiliza vapor a gran temperatura que se proyecta sobre la zona a tratar tapándose posteriormente con una toalla.
  - Baños de contraste: se aplica agua a diferentes temperaturas deforma alternativa.
  - Baños de remolino: su efecto radica en la presión que ejerce el agua sobre la parte del cuerpo afectada.
  - Baños galvánicos: se utiliza agua combinada con electricidad.
  - Hidromasaje termal: se trata de un baño con agua azufrada que activa la circulación sanguínea.
- Duchas. Su efecto se produce por la presión que ejerce el agua fragmentada al salir de la ducha. Existen diferentes tipos de aplicaciones a través de duchas dependiendo de la presión y el tipo de emisión realizada.
- Chorros. La aplicación se basa en la emisión de agua a alta presión a través de un solo agujero lo que permite concentrar la acción sobre un punto determinado. Los chorros se proyectan a diferentes presiones y temperaturas.
- Aditivos. La acción del agua puede complementarse mediante la adición de sustancias en el baño.
- Lavados. Se realizan pasando un paño húmedo sobre la piel.
- Compresas. Son un tipo de envolturas a las que se adicionan hierbas.
- Abluciones. El agua es derramada directamente sobre el cuerpo.
- Sistema Kneipp. Método creado por Kneipp.

## Establecimientos
Los centros especializados en el mundo de la hidroterapia son:
- Balneario: lugar habilitado para el tratamiento de afecciones en cuya base se asienta este tratamiento a través de aguas termales mineromedicinales, estando siempre situado en el lugar de emanación del manantial.
- Spa: siglas de “salutem per aquam” o “salud a través del agua”;[5] son lugares habilitados para el tratamiento de afecciones con aguas que no mineromedicinal ni termal. No obstante, pueden añadirse otros componentes que mejoren el tratamiento estético o de relajación.
- Centros de talasoterapia: variante de la hidroterapia que basa sus aplicaciones terapéuticas en el agua marina y sus componentes (algas, arena y otros).

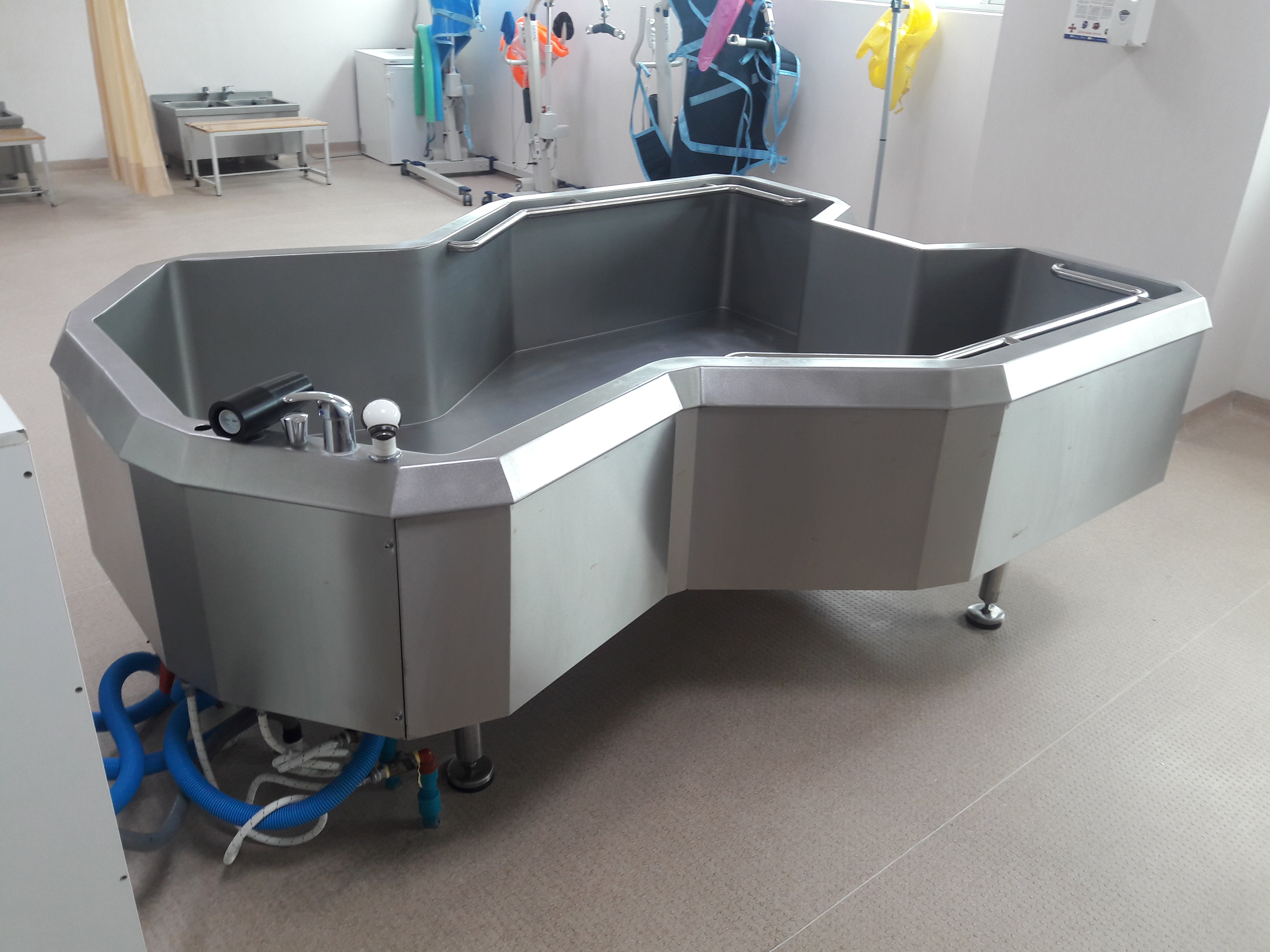
Tinas de Hidromasaje Hubbard utilizado en centros de Fisioterapia

- Fisioterapia.